# Karl Petrus Möhler
Karl Petrus Möhler OPraem (* 21. Oktober 1897 in Staab, Bezirk Mies, Königreich Böhmen; † 7. März 1968 in Schönau, Gemeinde Strüth, Rhein-Lahn-Kreis) war ein deutscher Geistlicher. Er war Prämonstratenser und im Jahr 1944 Abt des Stiftes Tepl in Westböhmen.

## Leben
Karl Petrus Möhler absolvierte das Gymnasiums der Prämonstratenser in Pilsen und kämpfte im Ersten Weltkrieg als Soldat der Landstreitkräfte Österreich-Ungarns. Nach Kriegsende begann Möhler am 5. Oktober 1919 das Noviziat im Stift Tepl, wo er am 5. Oktober 1919 die einfache und am 7. Oktober 1923 die ewige Profess ablegte. Nach den Studien der Philosophie und Theologie an die Universität Innsbruck und seiner Promotion zum Doktor der Theologie, empfing er am 13. April 1924 die Priesterweihe. Danach war er Seelsorger in den Stiftspfarreien Tuschkau und Chotieschau und war 1933 Vorsitzender der Bezirksgruppe der katholischen Volksbünde im Bezirk Pilsen-Staab; Direktor der Katholischen Aktion im deutschen Anteil der Diözese. 1937 Pfarrer in seinem Geburtsort Staab; 1940 Vikar des dort neu errichteten Vikariats und 1944 Abt des Stiftes Tepl. 
Am 13. April 1944 wählte der Konvent von Tepl Möhler zum Propst. Die Benediktion empfing er am 6. Juni 1944. Im Mai 1945, nach dem Ende des Zweiten Weltkriegs und der Besetzung des Stiftes Tepl durch tschechische Polizei und Militär wurde er als deutschsprachiger Ordensgeistlicher verhaftet, verbrachte die Zeit von 1945 bis etwa 1948 unter Aufsicht der Behörden der Tschechoslowakei in einem Abschiebungslager für Deutsche, vermutlich in der Nähe der Stadt Tepl.
Nach der Entlassung aus der Haft konnte er ausreisen und fand Unterkunft im Kloster Schönau im Rhein-Lahn-Kreis. Von dort setzte sich Karl Peter Möhler für die Heimatvertriebenen, vor allem Sudetendeutsche in Bayern und Österreich ein. Er war 1950 Definitor in der Ordensleitung der Prämonstratenser und 1953 Visitator der österreichischen Stifte des Ordens. Er wurde vielfach geehrt u. a. mit dem Großen Verdienstorden der Bundesrepublik Deutschland, dem Bayerischen Verdienstorden, der Lodgman von Auen–Plakette, der Nordgau-Plakette der Egerländer Gmoi und dem Nordgau-Kulturpreis der Stadt Amberg in der Oberpfalz.
Sein Bruder Justinus Möhler war ebenfalls Prämonstratenser im Stift Tepl. Von 1949 bis 1951 war er Pfarrer in Offheim, danach am bischöflichen Offizialat im Bistum Limburg tätig.

## Auszeichnungen
- Ehrenkreuz für Frontkämpfer[1]